# Bhatia biconjugara
Bhatia biconjugara är en insektsart som beskrevs av Zhang 1998. Bhatia biconjugara ingår i släktet Bhatia och familjen dvärgstritar. Inga underarter finns listade i Catalogue of Life.